# Nucleofiele geconjugeerde additie
De nucleofiele geconjugeerde additie is een type organische reactie uit de hoofdgroep van reacties waarbij twee moleculen reageren tot een nieuw molecuul. Bij dit type is een van de moleculen negatief geladen.

## Reactiviteit van alkenen

Algemene structuurformule van een α,β-onverzadigde carbonylverbinding.

De normale nucleofiele addities (ook wel 1,2-nucleofiele addities genoemd) vinden meestal plaats middels additie aan een carbonylverbinding. Dergelijke addities vinden plaats doordat er een groot verschil in elektronegativiteit is tussen koolstof en bepaalde heteroatomen (bijvoorbeeld zuurstof).
Een 1,2-additie aan een alkeen zal niet als dusdanig voorkomen, omdat het verschil in elektronegativiteit tussen koolstof en waterstof te gering is om een duidelijke vervorming van de elektronenwolk te veroorzaken. Het alkeen kan evenwel geactiveerd worden door middel van een substituent dat elektronenzuigend werkt. Zo zal de aanwezigheid van een carbonylgroep bij een α,β-onverzadigde carbonylverbinding een elektrofiele zone op het β-koolstofatoom genereren, waardoor er een nucleofiele aanval kan plaatsgrijpen. De negatieve lading wordt dan uitgespreid over het ontstane alkoxide. Een dergelijke additie wordt een nucleofiele geconjugeerde additie of een 1,4-nucleofiele additie (kortweg: 1,4-additie) genoemd. De meest reactieve alkenen die deze reactie kunnen ondergaan zijn de α,β-onverzadigde carbonylverbindingen en derivaten van acrylonitril.

## Reactiemechanisme
Het reactiemechanisme is vrij analoog aan dat van een normale nucleofiele additie. Een nucleofiel reageert met het elektrofiele β-koolstofatoom van de α,β-onverzadigde carbonylverbinding. Daardoor wordt de negatieve lading overgedragen en ontstaat een alkoxide-anion. Hier kan echter resonantie optreden: de negatieve lading op zuurstof kan terug overgedragen worden en er ontstaat op het α-koolstofatoom een carbanion. Protonering leidt tot keto-enol-tautomerisatie en uiteindelijk tot 2 tautomeren. Het evenwicht is hoofdzakelijk naar de kant van het keton verschoven.